# Canthon delgadoi
Canthon delgadoi là một loài bọ cánh cứng trong họ Bọ hung (Scarabaeidae).